# Manuel Blanco Encalada
Manuel Blanco Encalada, född 21 april 1790 i Buenos Aires, Argentina, död 5 september 1876 i Santiago de Chile, Chile. Chiles förste president.
Han tjänstgjorde för den spanska flottan, men under det chilenska självständighetskriget gick han över till de chilenska trupperna och tjänstgjorde under Lord Thomas Cochrane. Han steg i graderna till viceamiral och befälhavare för de chilenska trupperna 1825. Följande år valde den nya kongressen honom till landets president. Han hade snart flera strider med kongressen, som ville införa ett federalistiskt system, och avgick efter två månader.
Senare deltog han i krigen mot Peru-bolivianska konfederationen och Spanien 1865-1866. Efter krigen blev han guvernör i Valparaiso och minister för Frankrike.